# Igne Natura Renovatur Integra
Pour les articles homonymes, voir INRI (homonymie).
Igne Natura Renovatur Integra est une locution latine et un aphorisme qui se veut une réinterprétation moderne et ésotérique du sens de l'acronyme originel INRI, qui, selon les traditions catholique et orthodoxes russe et grecque, figurait sur un panonceau placé au-dessus de la croix sur laquelle Jésus est mort. Elle peut se traduire par : « La nature se renouvelle dans son intégrité par le feu. »
Si elle fait désormais partie d'une certaine culture populaire, évoquée par exemple par Jaz Coleman, chanteur du groupe Killing Joke, dans le morceau Asteroid (2003) ou plus récemment dans une série de bande dessinée française homonyme, les sources qui l'évoquent précisément dans un contexte ésotérique remontent principalement aux xviiie et xixe siècles.
Son utilisation se cantonne aux cercles occultes, ésotériques ou touchant à l'alchimie, ou encore aux sociétés secrètes comme la Rose-Croix, ordre dans lequel il existe un grade incorporant cet acronyme. Claude André Vuillaume cite les formes ignem natura regenerando integrat et igne natura renovatur integra dans son Manuel maçonnique paru pour la première fois en 1820.

## Note
1. ↑  « I-N-R-I — Nature renewed by fire, made whole », lignes 28-29.